# Westhoek (Schouwen-Duiveland)
In Nederland is de Westhoek de aanduiding voor het gebied op het Zeeuwse eiland Schouwen-Duiveland ten westen van de lijn Renesse - Haamstede - Westenschouwen. De dorpen zelf worden ook tot de Westhoek gerekend.
Het gebied kenmerkt zich door een uitgebreid duingebied dat gedeeltelijk beplant is met naaldhout. Aan de rand ervan ligt de groenstrook tussen de dorpen die het gebied scheidt van het agrarische achterland. Veel van het aangeplantte groen is verwezenlijkt met behulp van een werkgelegenheidsproject en had oorspronkelijk als doel het agrarische land te beschermen tegen opwaaiend zand. Tegenwoordig geldt het als natuur- en recreatiegebied.